# Сид Вишъс
Сид Вишъс (на английски: Sid Vicious, (роден John Simon Ritchie, 10 май 1957, Лондон – 2 февруари 1979, Ню Йорк) е британски музикант, известен най-вече като бас китарист на легендарната британска група Секс Пистълс.
Малцина знаят, че истинското име на твореца е Джон, самият той е приятел с Джон Лайдън (по-късно Джони Ротън) в периода преди създаването на Секс Пистълс. Вишъс (или „Злобния“ на български) влиза в групата след напускането на Глен Матлок (бас-китарист) през 1977 г., първоначално се проявява след като атакува журналист с верига, най-вероятно поръчано от Джони Ротън. По-голямата част от публиката не знае, че Вишъс не е участвал по време на записване на знаменития за групата албум Never Mind The Bollocks, Here's The Sex Pistols поради болест. Човекът, който свири бас-китара, е всъщност Стиви Джоунс. В интервюто за електронната игра Guitar Hero III Джоунс казва:
| „ | Сид беше в болницата с хепатит поради това не можеше да свири, не че въобще можеше да свири. | “ |

Сид иска от Леми, басистът на Моторхед да го научи да свири с думите „Не мога да свиря бас“, на което Леми отвръща „Знам.“. В друго интервю Леми твърди следното:
| „ | Да. Всичко беше жалко. До деня, в който почина, все още не можеше да свири на бас. | “ |

Въпреки това, към края на своята кариера (респективно живот) е полагал значителен труд за овладяване на своя музикален инструмент. За жалост пристрастяването му към твърди наркотици като хероин е оказало крайно негативно влияние както върху неговото здраве, така и върху неговото свирене и сценично поведение. Една от главните причини за това пристрастяване според редица очевидци, включително Джони Ротън, е неговата интимна връзка с бившата стриптизьорка и проститутка Нанси Спънджен.

## Смъртта на Нанси Спънджен
На 12 октомври 1978 г. Вишъс твърди, че се е събудил след употреба на наркотици, и е видял Нанси Спънджен мъртва на пода на тоалетната на тяхната стая в „Челси хотел“, Манхатън, Ню Йорк. Тя е била наръгана веднъж в корема и е кървяла до смърт. Ножът, който е използван, е даден на Сид на 42 улица и е идентичен с колекционерския нож на пънк рок вокалиста Стив Баторс. Според показания Баторс е бил с жена си по време на инцидента.
Също така е необичайно, че Неон Леон, пънк рок китарист и съсед в „Челси хотел“, е дал на Вишъс коженото си яке и два златни албума. Той казва, че ги е дал на Вишъс, за да ги „държи на сигурно“ през нощта на 11 срещу 12 октомври 1978.
На 22 октомври, десет дни след смъртта на Спънджен, Вишъс прави неуспешен опит за самоубийство като си реже вените.

## Смърт
Сид Вишъс умира на 2 февруари 1979, на 21-годишна възраст, причината е свръхдоза. Неговото тяло е кремирано, няколко дни след кремацията майката на Вишъс намира следното писмо в джоба на коженото му яке:
| „ | Подписали сме смъртен пакт, аз трябва да изпълня моята част от сделката. Моля, погребете ме до моето момиче. Моля, погребете ме с коженото ми яке, джинсите и рокерските ботуши. Довиждане. С любов, Сид. | “ |

В телевизионното предаване със заглавие „Биография: Секс Пистълс“ е направено следното изявление, базирано на вероятно самопризнание на майката на Сид - на 2 февруари 1979 - само дни преди да стъпи на съдебната скамейка за убийството на Нанси Спънджен - майката на Сид го инжектира с хероин и той умира в леглото си. Тя по-късно признава, че съзнателно е дала на своя син достатъчно наркотици за смъртта на двама души. На своето предсмъртно легло, Ане Ритчи се оправдава, че е взела живота на сина си: „Нямаше начин Сид да се справи зад решетките.“

## Влияние в модерната култура
Сид Вишъс остава като една от най-спорните личности в музикалното изкуство. За много той символизира свободата, непримирмия дух, анархията. Неговият живот е интерпретиран в редица книги и филми, включително романтичната драма „Сид и Нанси“, макар и според Джони Ротън този филм да не отразява правилно събитията, а да използва една човешка трагедия за материални цели.
Редица критици го нареждат редом до Кърт Кобейн, като символ на бунта на едно ново поколение.
Независимо че неговите музикални умения са поставяни под въпрос, Вишъс, заедно с Джони Ротън, Иги Поп и много други творци, е определен като едно от най-значимите лица на пънк рок културата и модерната музика.

## Дискография

### Сид Вишъс
- My Way/Something Else/C’mon Everybody (1979, 12”, Barclay, Barclay 740 509)
- Sid Sings (1979, LP, Virgin, V2144)
- Live (1980, LP, Creative Industry Inc., JSR 21)
- Vicious Burger (1980, LP, UD-6535, VD 6336)
- Love Kills N.Y.C. (1985, LP, Konexion, KOMA 788020)
- The Sid Vicious Experience – Jack Boots and Dirty Looks (1986, LP, Antler 37)
- The Idols With Sid Vicious (1993, CD, Last Call Records, LC22289)
- Never Mind the Reunion Here’s Sid Vicious (1997, CD)
- Sid Dead Live (1997, CD, Anagram, PUNK 86)
- Sid Vicious Sings (1997, CD)
- Vicious & Friends (1998, CD, Dressed To Kill Records, Dress 602)
- Better (to provoke a reaction than to react to a provocation) (1999, CD, Almafame, YEAAH6)
- Probably His Last Ever Interview (2000, CD, OZIT, OZITCD62)
- Better (2001, CD)
- Vive Le Rock (2003, 2CD)
- Too Fast To Live... (2004, CD)
- Naked & Ashamed (7”, Wonderful Records, WO-73)
- Sid Live At Max’s Kansas City (LP, JSR 21)
- Sid Vicious (LP, Innocent Records, JSR 21)
- Sid Vicious McDonald Bros. Box (3CD, Sound Solutions, 003)

### Sid and Nancy
- Love Kills (1986, LP, MCA, MCG 6011)

### Sid Vicious & Friends
- (Don’t You Gimme) No Lip/(I’m Not Your) Steppin’ Stone (1989, 7”, SCRATCH 7)
- Sid Vicious & Friends (1998, CD, Cleopatra, #251, ASIN: B0000061AS)

### Сид Вишъс/Eddie Cochran
- Sid Vicious v’s Eddie Cochran – The Battle Of The Rockers (LP, Jock, LP 6)

### Сид Вишъс/Елвис Пресли
- Cult Heroes (1993, CD)

### Vicious White Kids
- The Vicious White Kids (1987, LP, Ritchie 1)
- Vicious White Kids (2001, CD, Sanctuary, CMRCD372)

## Филмография
- Sex Pistols Number One (1976, ohj. Derek Jarman)
- Jubilee (1978, ohj. Derek Jarman)
- Will Your Son Turn into Sid Vicious? (1978)
- The Great Rock‘n’Roll Swindle (1979, ohj. Julien Temple, VHS, Virgin Films)
- The Punk Rock Movie (1979, ohj. Don Letts)
- Dead On Arrival (1981, ohj. Lech Kowalski)
- The Filth And The Fury (2000, ohj. Julien Temple, VHS/NTSC)
- In Search of Sid (2009, BBC Radio 4, Jah Wobble)[3]